# Rebreuve-sur-Canche
Rebreuve-sur-Canche település Franciaországban, Pas-de-Calais megyében. Lakosainak száma 188 fő (2022. január 1.). Rebreuve-sur-Canche Bonnières, Bouret-sur-Canche, Canettemont, Houvin-Houvigneul, Ivergny, Rebreuviette, Sibiville, Le Souich és Bouquemaison községekkel határos.

## Népesség
A település népessége az elmúlt években az alábbi módon változott:
| Lakosok száma | 207  | 203  | 204  | 194  | 191  | 188  | 188  | 188  | 188  |
|               | 2013 | 2015 | 2016 | 2017 | 2018 | 2019 | 2020 | 2021 | 2022 |